# 9-й армейский корпус (Российская империя)
9-й армейский корпус — общевойсковое соединение (армейский корпус) Русской императорской армии. Сформирован 1 ноября 1876 года в составе 5-й, 31-й пехотных дивизий и 9-й кавалерийской дивизии. К 5 августа 1914 года корпус был в составе 3-й армии Юго-Западного фронта.

## История
Участие в боевых действиях Первой мировой войны
Действовал в Рава-Русской операции 1914 г. и в Ченстохово-Краковской операции в ноябре 1914 г. Корпус — участник Таневского сражения 18 — 25 июня 1915 г. и Люблин-Холмского сражения 9 — 22 июля 1915 г. Участвовал в Барановичской операции 1916 г.

## Состав
До начала войны входил в Киевский военный округ. Состав на 18.07.14:
- 5-я пехотная дивизия
- 42-я пехотная дивизия
- 9-я кавалерийская дивизия
- 9-й мортирно-артиллерийский дивизион
- 6-й сапёрный батальон
- 6-й понтонный батальон
- 4-я искровая рота

## Командование корпуса

### Командиры корпуса
- 01.11.1876 — 14.12.1877 — генерал-лейтенант барон Криденер, Николай Павлович
- 14.12.1877 — 27.02.1878 — генерал-лейтенант Свечин, Владимир Константинович
- 02.03.1878 — 15.08.1878 — генерал-лейтенант барон Деллинсгаузен, Эдуард Карлович
- 15.08.1878 — 13.04.1886 — генерал-лейтенант (с 08.08.1879 генерал-адъютант, с 15.05.1883 генерал от артиллерии) Столыпин, Аркадий Дмитриевич
- 13.03.1886 — 09.04.1889 — генерал-лейтенант Фриде, Александр Яковлевич
- 09.04.1889 — 24.08.1892 — генерал-лейтенант Овандер, Яков Иванович
- 28.09.1892 — 06.12.1896 — генерал-лейтенант (с 14.05.1896 генерал от артиллерии) Барсов, Александр Андреевич
- 09.01.1897 — 16.12.1904 — генерал-лейтенант (с 06.12.1899 генерал от инфантерии) Любовицкий, Юлиан Викторович
- 16.12.1904 — 21.05.1908 — генерал-лейтенант (с 06.12.1907 генерал от кавалерии) Де-Витте, Константин Павлович
- 21.05.1908 — 22.10.1912 — генерал-лейтенант (с 06.12.1910 генерал от инфантерии) Маврин, Алексей Алексеевич
- 14.12.1912 — 05.04.1915 — генерал-лейтенант (с 06.12.1914 генерал от инфантерии, с 07.11.1915 генерал-адъютант) Щербачёв, Дмитрий Григорьевич
- 06.04.1915 — 14.08.1916 — генерал-лейтенант Драгомиров, Абрам Михайлович
- 23.08.1916 — 09.04.1917 — генерал-лейтенант Киселевский, Николай Михайлович
- 14.05.1917 — 09.09.1917 — генерал-лейтенант Шрейдер (Тележников), Пётр Дмитриевич
- 09.09.1917 — хх.11.1917 — генерал-майор (с 12.10.1917 генерал-лейтенант) Снесарев, Андрей Евгеньевич

### Начальники штаба корпуса
- 01.11.1876 — хх.хх.1877 — генерал-майор Шнитников, Николай Фёдорович
- хх.хх.1877 — 10.07.1882[8] — полковник (с 10.09.1877 генерал-майор) Липинский, Александр Иосифович
- 10.08.1882 — 24.01.1890 — генерал-майор Юнаков, Леонтий Авксентьевич
- 12.02.1890 — 07.02.1894 — генерал-майор Баиов, Константин Алексеевич
- 26.02.1894 — 04.07.1901 — генерал-майор Смирнов, Владимир Васильевич
- 20.09.1901 — 10.06.1908 — генерал-майор Перекрёстов, Андрей Александрович
- 07.07.1908 — 12.07.1910 — генерал-майор Рещиков, Николай Петрович
- 16.07.1910 — 27.09.1914 — генерал-майор Янушевский, Григорий Ефимович
- 03.10.1914 — 26.02.1916 — генерал-майор Цейль (с 19.11.1915 – Покатов), Сергей Владимирович
- 29.02.1916 — 07.02.1917 — генерал-майор Искрицкий, Евгений Андреевич
- 24.02.1917 — 22.04.1917 — генерал-майор Веселовзоров, Борис Петрович
- 29.05.1917 — хх.хх.хххх — генерал-майор Суходольский, Вячеслав Владимирович

### Начальники артиллерии корпуса
В 1910 году должность начальника артиллерии корпуса была заменена должностью инспектора артиллерии, и 26.07.1910 последний начальник артиллерии корпуса Р. А. фон Вольский был назначен инспектором артиллерии корпуса. 
Должность начальника / инспектора артиллерии корпуса соответствовала чину генерал-лейтенанта. Лица, назначаемые на этот пост в чине генерал-майора, являлись исправляющими должность и утверждались в ней одновременно с производством в генерал-лейтенанты.
- 04.11.1876 — 06.11.1877 — генерал-майор (с 21.08.1877 генерал-лейтенант) Калачёв, Аркадий Иванович
- 06.11.1877 — 19.03.1878 — генерал-майор Барсов, Александр Андреевич
- 19.03.1878 — хх.11.1882 — генерал-майор (с 30.08.1881 генерал-лейтенант) Михайловский, Яков Лаврентьевич
- 01.12.1882 — 12.01.1886 — генерал-майор (с 15.05.1883 генерал-лейтенант) Графф, Николай Гендриевич
- 19.01.1886 — после 01.05.1889 — генерал-майор (с 30.08.1886 генерал-лейтенант) Разумихин, Павел Васильевич
- 28.08.1889 — 28.09.1892 — генерал-лейтенант Барсов, Александр Андреевич
- 30.11.1892 — 27.10.1899 — генерал-лейтенант Кобылинский, Степан Осипович
- 05.12.1899 — 18.01.1902 — генерал-майор (с 01.01.1900 генерал-лейтенант) Тихобразов, Николай Дмитриевич
- 18.01.1902 — 26.12.1908 — генерал-майор (с 06.12.1904 генерал-лейтенант) Цветковский, Константин Егорович
- 24.01.1909 — 15.04.1910 — генерал-лейтенант Кохно, Пётр Андреевич
- 23.04.1910 — 07.01.1913 — генерал-лейтенант фон Вольский, Рудольф Адольфович
- 07.01.1913 — 21.01.1914 — генерал-лейтенант Сташевский, Арсений Дмитриевич
- 26.01.1914 — 19.04.1915 — генерал-майор (с 09.01.1915 генерал-лейтенант) Дельвиг, Сергей Николаевич
- 19.04.1915 — 16.04.1916 — и. д. генерал-майор Клейненберг, Иван Юльевич
- 12.05.1916 — хх.хх.хххх — генерал-лейтенант Романовский, Николай Александрович